# Gołąbek turecki

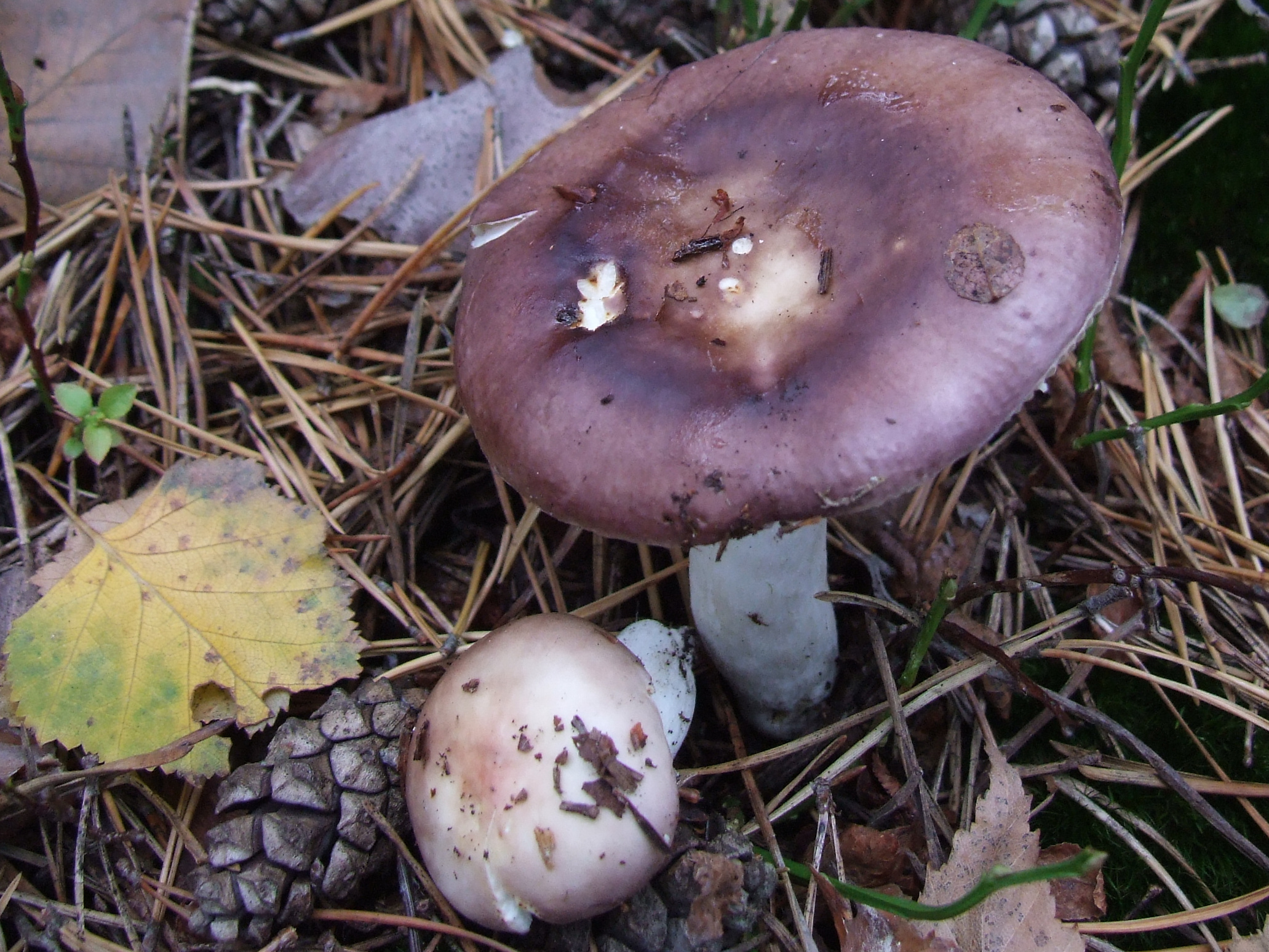

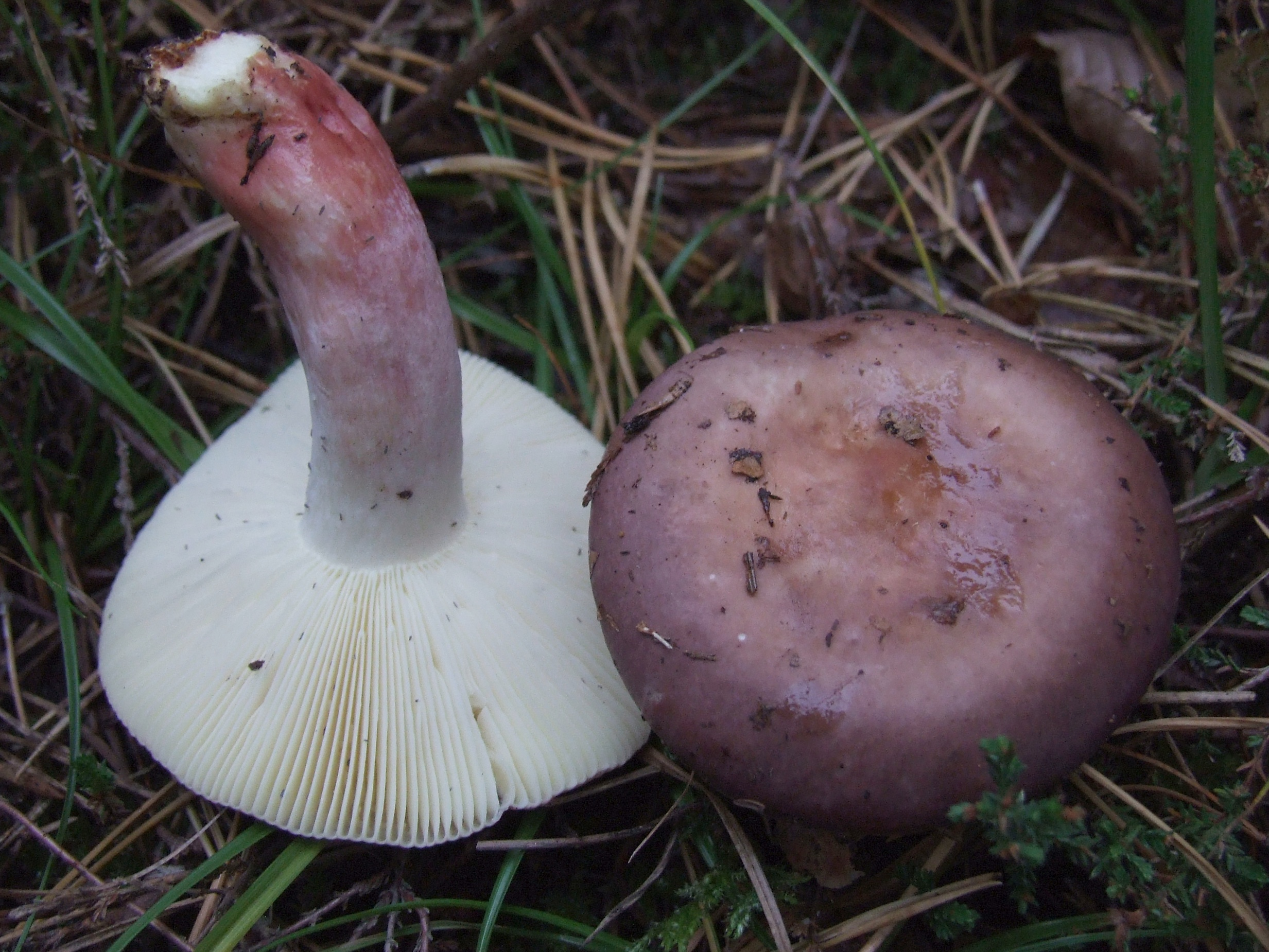

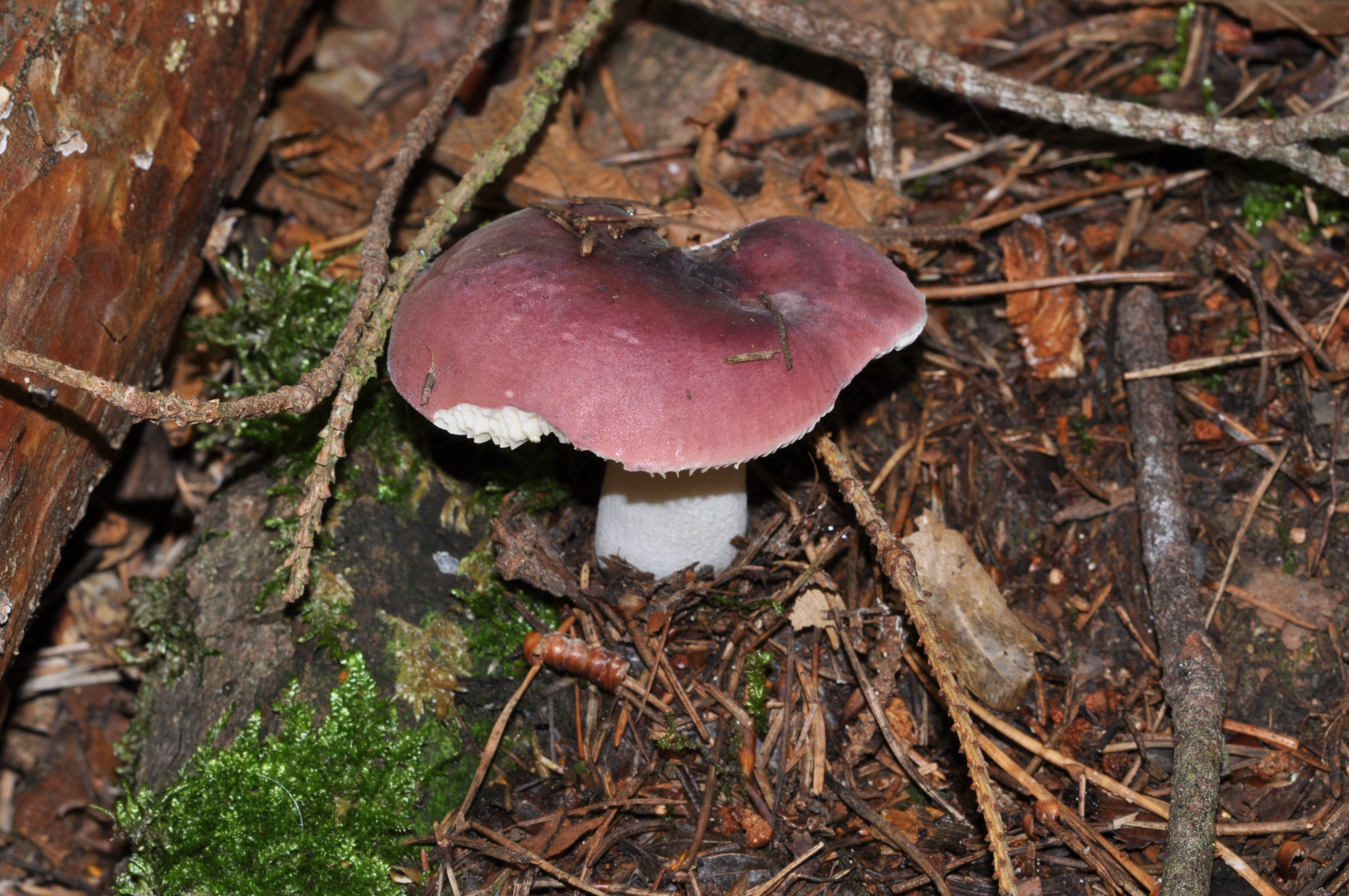

Gołąbek turecki (Russula turci Bres.) – gatunek grzybów należący do rodziny gołąbkowatych (Russulaceae).

## Systematyka i nazewnictwo
Pozycja w klasyfikacji według Index Fungorum: Russula, Russulaceae, Russulales, Incertae sedis, Agaricomycetes, Agaricomycotina, Basidiomycota, Fungi.
Synonimy:
- Russula turci var. gilva Einhell. 1985
- Russula turci var. gilva Einhell. 1987
- Russula turci Bres. 1881 var. turci

Polską nazwę podała Alina Skirgiełło w 1991 r.

## Morfologia
Kapelusz
Zazwyczaj o średnicy 5–8 cm, początkowo wypukły, szybko jednak staje się rozpostary, w końcu wklęsły. Brzeg tępy, a u starszych okazów karbowany. Powierzchnia podczas wilgotnej pogody lepka, szczególnie na środku, podczas suchej matowa. Barwa brudnofioletowa, fioletowoczerwona, winna lub płowa, na brzegach często fioletowa. Skórkę można ściągnąć do jednej trzeciej promienia kapelusza.
Blaszki
Średniogęste, nieco rozwidlone przy trzonie i zaokrąglone przy brzegu. Początkowo są kremowe, później ochrowe i żółte.
Trzon
Wysokość od 3 do 7, cm, grubość 1–2 cm, kształt walcowaty. Jest początkowo pełny i dość jędrny, później watowaty i pusty. Powierzchnia gładka, matowa, biała, rzadziej nieco liliowa. Czasami jest nabiegły różowo.
Miąższ
Jędrny, biały, słabo żółknący. Tylko pod skórką kapelusza jest liliowy. Smak łagodny. Czasami wyczuwa się zapach chloroformu, jednak nie zawsze.
Cechy mikroskopowe
Wysyp zarodników o barwie od ochrowej do żółtej. Zarodniki odwrotnie jajowate, o rozmiarach 8–10 × 6–9 μm i brodawkowato-siateczkowatej powierzchni. Siateczka na powierzchni zarodników jest wyraźnie amyloidalna. Łysinka słabo widoczna. Podstawki o rozmiarze do 35 × 12 μm. Cystydy o rozmiarze 65–100 × 9–11 μm, tępowrzecionowate, czasami z kończykiem. Na strzępkach szkieletowych pod wpływem fuksyny widoczna jest inkrustacja.
Gatunki podobne
- Bardzo podobny jest gołąbek lazurowy (Russula azurea). Często gatunki te są z sobą mylone lub nieodróżniane. Gołąbek lazurowy zawsze ma białe blaszki i nie posiada chloroformowego zapachu. Odróżnia się także urzeźbieniem zarodników[4].
- Gołąbek kruchy (Russula fragilis) ma kapelusz z zielonymi i czarniawymi odcieniami i smak silnie szczypiący. Rośnie głównie pod drzewami liściastymi[5].

## Występowanie i siedlisko
Znany jest z licznych stanowisk w Europie i Ameryce Północnej. W Afryce podano jego występowanie w Algierii i Nigerii. W Polsce jego rozprzestrzenienie nie jest dokładnie zbadane, notowany jest jednak na wielu siedliskach.
Grzyb naziemny rosnący głównie w górskich lasach iglastych, pod sosnami, świerkami lub jodłami. Jest dość częsty. Pojawia się od sierpnia do listopada, głównie na kwaśnym podłożu. Czasami (rzadko) rośnie również na nizinach w lasach sosnowo-dębowych.

## Znaczenie
Grzyb mykoryzowy. Jest grzybem jadalnym dobrej jakości.